# خیابان ویکتوریا پارک
خیابان ویکتوریا پارک (انگلیسی: Victoria Park Avenue) یک مسیر اصلی شمال به جنوب در شرق تورنتو، انتاریو، کانادا است. این مرز غربی اسکاربرو، تورنتو است که آن را از تورنتوی قدیم، یورک شرقی، و نورث یورک جدا می‌کند. نام مستعار رایج برای آن VP یا Vic Park است.